# هنریک ویسناپو
هنریک ویسناپو (استونیایی: Henrik Visnapuu; ۲ ژانویهٔ ۱۸۹۰ – ۳ آوریل ۱۹۵۱) شاعر و نمایشنامه‌نویس اهل استونی بود.

## کتاب‌شناسی

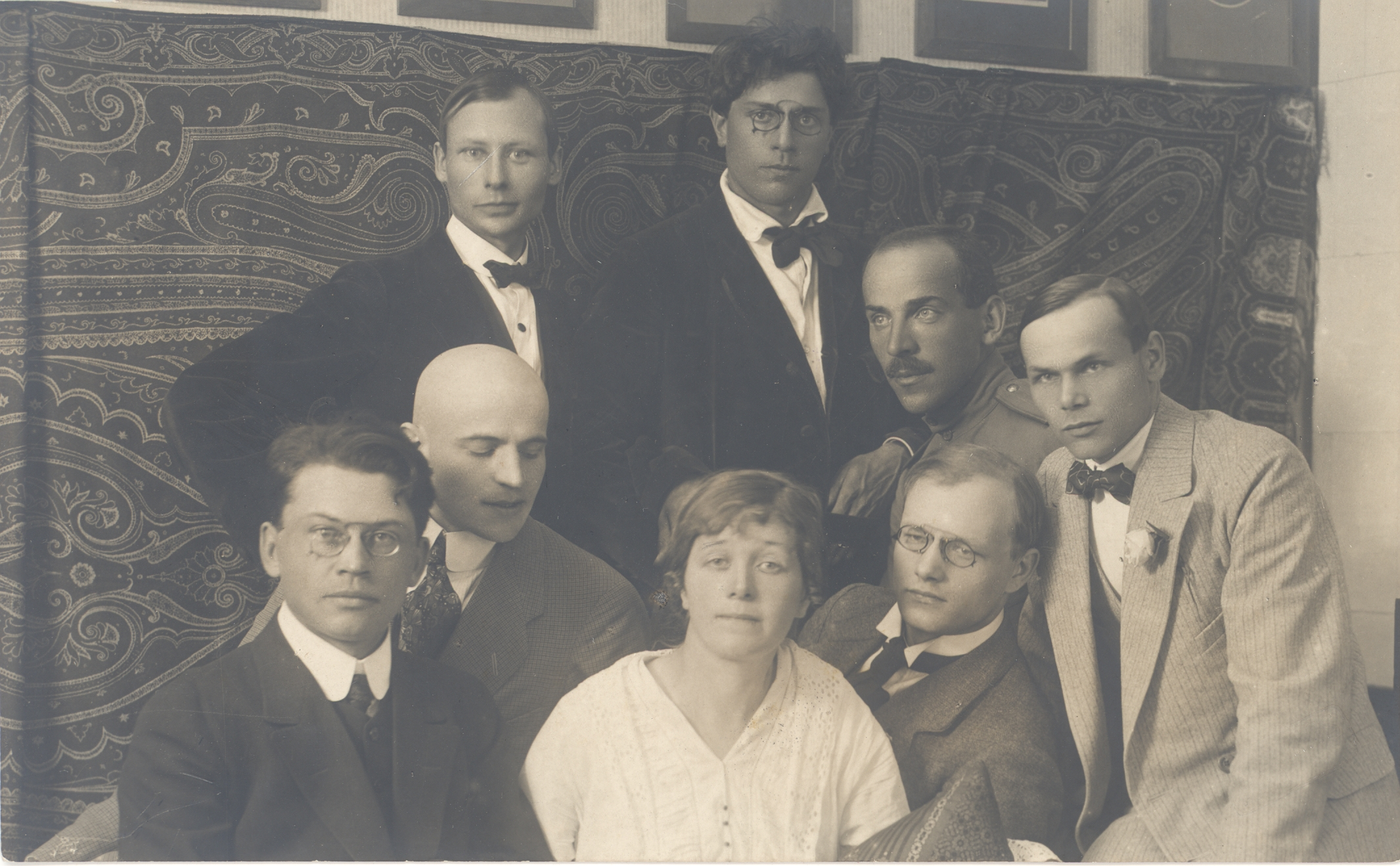
هنریک ویسناپو (اولین نفر نشسته از راست) به‌همراه اعضا گروه سیورو.